# 卡麥蓉·畢坎多瓦
卡麦蓉·毕坎多瓦（英語：Camren Bicondova，1999年5月22日—）是一位美国女演员，以在《萬惡高譚市》中饰演瑟琳娜·凱爾而出名。

## 经历
毕坎多瓦在6岁开始学习舞蹈，11岁成为The PULSE on Tour中的精英。2014年在《萬惡高譚市》中饰演瑟琳娜·凱爾。

## 慈善
毕坎多瓦为许多非营利组织和慈善事业提供支持，其中包括：美國北岸動物聯盟、全球公民节、NOH8运动、美国联合服务组织。

## 奖项与提名
| 年度 | 奖项       | 类别                     | 来源           | 结果 |
| ---- | ---------- | ------------------------ | -------------- | ---- |
| 2015 | 41届土星奖 | 电视剧集中的最佳年轻演员 | 《萬惡高譚市》 | 提名 |

## 外部連結
- instgram
- 卡麥蓉·畢坎多瓦在互联网电影资料库（IMDb）上的資料（英文）